# HMS Forester (H74)
HMS Forester (H74) là một tàu khu trục lớp F được Hải quân Hoàng gia Anh Quốc chế tạo vào đầu những năm 1930. Trong Chiến tranh Thế giới thứ hai, nó chủ yếu hoạt động bảo vệ các đoàn tàu vận tải, truy tìm và tiêu diệt tàu ngầm đối phương tại Địa Trung Hải, Đại Tây Dương và Bắc Cực cũng như tham gia cuộc Đổ bộ Normandy. Sau chiến tranh nó bị tháo dỡ vào năm 1946.

## Thiết kế và chế tạo
Lớp tàu khu trục F có đặc tính tương tự như Lớp tàu khu trục C và D dẫn trước vào năm 1931, nhưng có dáng lườn tàu và cầu tàu được cải tiến, được bố trí ba phòng nồi hơi thay vì hai, và pháo QF 4,7 inch (120 mm) có thể nâng đến góc 40° thay vì 30° như ở lớp trước.
Forester được đặt hàng trong Chương trình Chế tạo Hải quân 1932. Nó được đặt lườn tại xưởng tàu của vào hãng J. Samuel White ở Cowes ngày 15 tháng 5 năm 1933; được hạ thủy vào ngày 28 tháng 6 năm 1934 như là chiếc tàu chiến thứ mười một của Hải quân Hoàng gia mang cái tên này, và hoàn tất vào ngày 19 tháng 4 năm 1935 với phí tổn 284.898 Bảng Anh, không tính đến những thiết bị do Bộ Hải quân Anh cung cấp như vũ khí, đạn dược, thiết bị thông tin liên lạc.

## Lịch sử hoạt động

### Trước chiến tranh
Sau khi nhập biên chế để phục vụ vào tháng 4 năm 1935, Forester gia nhập Chi hạm đội Khu trục 4 trực thuộc Hạm đội Nhà vào tháng 6. Đến tháng 9, Forester và Fame được gửi đến Địa Trung Hải như lực lượng tăng cường trong cuộc Chiến tranh Ý-Abyssinia thứ hai. Vào tháng 2 năm 1936, nó tham gia cuộc tập trận phối hợp hàng năm tại Gibraltar với các tàu chiến của Hạm đội Nhà và Hạm đội Địa Trung Hải, rồi đến tháng 3 quay trở lại vùng biển nhà tiếp tục phục vụ cùng chi hạm đội. Vào tháng 6 năm 1937, nó tham gia Duyệt binh Hạm đội tại Spithead nhân lễ Đăng quang của Vua George VI. Forester tiếp tục phục vụ cùng Hạm đội Nhà, tham gia kế hoạch thực tập và viếng thăm các cảng, cũng như cuộc tập trận phối hợp hàng năm tại Gibraltar. Đến tháng 4 năm 1939, Chi hạm đội Khu trục 4 được đổi tên thành Chi hạm đội Khu trục 8.

### 1939-1941
Vào ngày 7 tháng 4 năm 1940, Forester cùng với tàu tuần dương Aurora và ba tàu khu trục khác hình thành nên lực lượng hộ tống cho Đoàn tàu vận tải NP1 chuyển binh lính đến Na Uy như một phần của Kế hoạch R 4. Tuy nhiên, dự định của phía Anh bị ngăn trở do Đức bất ngờ xâm chiếm Na Uy vào ngày 9 tháng 4 trong Chiến dịch Weserübung.
Forester tiếp tục hoạt động cùng Chi hạm đội Khu trục 8 tại khu vực Tây Địa Trung Hải cho đến cuối năm 1941, tham gia nhiều hoạt động nhằm chuyển giao binh lính và thiết bị tăng cường, đặc biệt là máy bay tiêm kích cho Malta vốn đang bị phong tỏa, cũng như tấn công các căn cứ của Ý. Vào tháng 11, trong Chiến dịch Collar, một chuyến đi tiếp vận đến Malta, nó đã tham gia Trận chiến mũi Spartivento, một cuộc đụng độ ngắn với các tàu chiến Ý nhưng bất phân thắng bại.
Đầu năm 1941, Forester được tạm thời điều sang nhiệm vụ bảo vệ các đoàn tàu vận tải vượt Đại Tây Dương đặt căn cứ tại Freetown, Sierra Leone, và đến tháng 5 đã tham gia vào việc truy lùng thiết giáp hạm Đức Bismarck trước khi nó bị phát hiện và đánh chìm. Vào tháng 6, đang khi tuần tra chống tàu ngầm về phía Tây Gibralta, nó đã tham gia đánh chìm tàu ngầm U-boat Đức U-138, và sau đó chặn bắt tàu tiếp liệu Đức Alstertor. Đến tháng 7 năm 1941, trong quá trình Chiến dịch Substance, một đoàn tàu vận tải chở lực lượng tăng cường và tiếp liệu đến Malta, Forester đã cứu vớt những người sống sót trên chiếc tàu chị em Fearless, vốn bị hỏng nặng do trúng ngư lôi phóng từ máy bay ném bom-ngư lôi Ý, rồi sau đó đánh đắm nó bằng ngư lôi. Vào cuối tháng 10 năm 1941, Forester được điều trở lại Lực lượng Hộ tống Freetown cho nhiệm vụ bảo vệ các đoàn tàu vượt đại dương, và quay trở về Anh vào cuối tháng 11 để được tái trang bị và cải biến thành một tàu khu trục hộ tống chống tàu ngầm.

### Vận tải Bắc Cực, 1942
Forester quay trở lại hoạt động vào ngày 11 tháng 4 năm 1942, khi nó tham gia thành phần hộ tống cho PQ 14, một đoàn tàu vận tải Bắc Cực đi sang Murmansk. Vào ngày 18 tháng 4, nó được cho tách ra khỏi PQ 14 để ngăn chặn một cuộc tấn công có thể có của các tàu khu trục Đức đặt căn cứ tại Kirkenes; cuộc tấn công của Đức bị hủy bỏ do thời tiết xấu. Đến ngày 28 tháng 4, nó tham gia lực lượng hộ tống cho Đoàn tàu QP 11 quay trở về; và hai ngày sau đó, khi Edinburgh bị trúng ngư lôi, nó đã nỗ lực cứu chiếc tàu tuần dương. Vào ngày 1 tháng 5, Edinburgh và các tàu hộ tống bị các tàu khu trục Đức Z24, Z25 và Z7 Hermann Schoemann tấn công. Forester tìm cách tấn công Z25 bằng ngư lôi, nhưng bị hải pháo bắn trúng và bị hư hại đáng kể; mười hai thành viên thủy thủ đoàn tử trận, trong đó có hạm trưởng, và chín người khác bị thương. Ngày hôm sau, Edinburgh bị Foresight đánh đắm; Forester cố lếch quay trở lại Murmansk để được sửa chữa tạm thời nhằm có thể quay trở về Anh.
Nó lên đường vào ngày 13 tháng 5 cùng các tàu khu trục Foresight, Somali và Matchless hộ tống cho tàu tuần dương Trinidad, vốn cũng bị hư hại do đụng độ với tàu khu trục Đức. Ngày hôm sau, các con tàu chịu đựng các cuộc không kích ác liệt, và Trinidad chịu thêm những hư hại. Forester đón nhận những người bị thương cùng những người sống sót khác, và Trinidad bị Matchless đánh đắm. Forester về đến Scapa Flow vào ngày 18 tháng 5 và lập tức được chuyển đến một xưởng tàu ở Tyne để sửa chữa. Đến tháng 10, Forester gia nhập trở lại chi hạm đội và tiếp tục các chuyến đi vận tải Bắc Cực. Vào tháng 4 năm 1943, nó được tái trang bị tại Leith, được bổ sung vũ khí phòng không tầm gần.

### Đại Tây Dương và cuộc đổ bộ Normandy, 1943-1945
Vào tháng 6 năm 1943 Forester gia nhập Đội hộ tống Canada 1 cho nhiệm vụ hộ tống vận tải vượt Đại tây Dương, trở thành soái hạm của đội vào tháng 3 năm 1944. Ngày 10 tháng 3 năm 1944, đang khi hộ tống Đoàn tàu vận tải SC 154, Forester cùng với tàu khu trục HMCS St. Laurent và các tàu corvette HMCS Swansea và HMCS Owen Sound đã đánh chìm tàu ngầm U-845; 45 người sống sót đã được cứu vớt.
Nhiệm vụ hộ tống vận tải và tuần tra tại vùng eo biển Manche tiếp tục cho đến tháng 8, và vào ngày 20 tháng 8, Forester, Wensleydale và Vidette đã đánh chìm tàu ngầm U-413 ngoài khơi Beachy Head. Ngày hôm sau, nó đụng độ và đẩy lui các tàu tuần tra E-boat Đức trong khi bảo vệ đoàn tàu vận tải cùng với Melbreak và Watchman. Trong tháng 10 và tháng 11, đội của nó được bố trí hộ tống vận tải đặt căn cứ tại Derry.
Ngày 1 tháng 12 năm 1944, Forester đi đến Liverpool để sửa chữa, và quay trở lại phục vụ vào tháng 5 năm 1945, gia nhập Lực lượng Hộ tống Rosyth làm nhiệm vụ hộ tống vận tải. Nó được cho ngừng hoạt động vào tháng 9 năm 1945 và đưa về lực lượng dự bị tại Dartmouth vào ngày 2 tháng 11. Forester được đưa vào danh sách loại bỏ vào tháng 1 năm 1946; con tàu được đưa đến Rosyth và bắt đầu tháo dỡ từ ngày 26 tháng 2 năm đó.